# Psilotris
Psilotris és un gènere de peixos de la família dels gòbids i de l'ordre dels perciformes.

## Taxonomia
- Psilotris alepis  (Ginsburg, 1953)[2]
- Psilotris amblyrhynchus  (Smith & Baldwin, 1999)[3]
- Psilotris batrachodes  (Böhlke, 1963)[4]
- Psilotris boehlkei  (Greenfield, 1993)[5]
- Psilotris celsus  (Böhlke, 1963)[4]
- Psilotris kaufmani  (Greenfield, Findley & Johnson, 1993)[6][7][8][9][10][11][12]